# Cappella Pellegrini (San Bernardino)
La cappella Pellegrini, inizialmente denominata "Guaresco", è un'architettura religiosa commissionata dalla contessa Margherita Pellegrini al celebre architetto Michele Sanmicheli ed edificata tra il 1528 e il 1559. Occupa un posto di rilievo nell'ambito dell'architettura rinascimentale.
Si trova all'interno del complesso francescano di San Bernardino a Verona, costituito da una chiesa in stile gotico e da una serie di pregevoli chiostri e divenuto un luogo ambito dalle famiglie nobili veronesi per l'edificazione di cappelle gentilizie tra il XV e il XVI secolo.

## Storia

### La progettazione e la direzione dei Sanmicheli

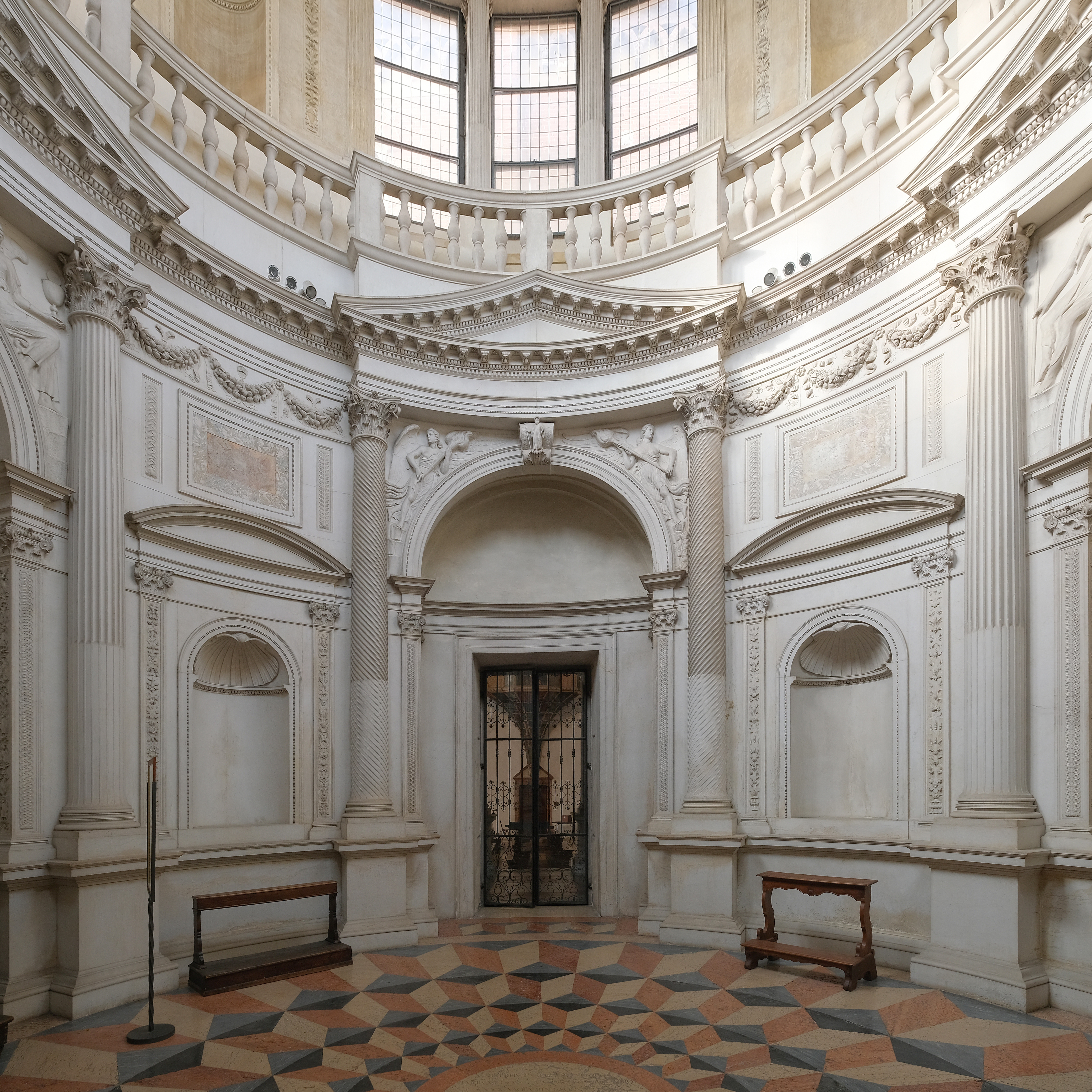
Il primo ordine della cappella rinascimentale, realizzata sotto la direzione dei Sanmicheli

Intorno al 1527, terminato il soggiorno a Roma e prima dell'incarico di realizzazione di importanti fortificazioni per la Repubblica di Venezia, Michele Sanmicheli dimorò a Verona presso il cugino Paolo, con il quale collaborò in numerosi cantieri. In quel periodo ebbe modo di frequentare diverse famiglie nobili, stringendo amicizia con Guaresco Raimondi, suocero della contessa Margherita Pellegrini. La vita della nobildonna veronese fu funestata da gravi lutti familiari, tra le quali la morte del marito Benedetto Raimondi, di due figli, Nicola e Anna, del suocero e infine, nel 1528, del figlio diciottenne Niccolò, con la quale si interruppe definitivamente la linea di discendenza della famiglia Raimondi-Pellegrini.
Questa cappella, originariamente intitolata a Sant'Anna, fu quindi voluta dalla Pellegrini per ricordare la scomparsa del figlio ma parimenti per celebrare se stessa e la famiglia di appartenenza: la costruzione doveva fungere da monumento funebre per contenere le spoglie della committente e dei suoi familiari, anche se il risultato finale tradì questo progetto. L'idea di realizzare una cappella, piuttosto che un più semplice sepolcro, le venne probabilmente dopo aver saputo della realizzazione della cappella Emilei presso la chiesa di San Michele in Isola, mentre alla decisione di far erigere un'opera così monumentale contribuì sicuramente il fatto che questa assumeva il significato di voler tramandare ai posteri l'importanza della famiglia, destinata a sparire.
La progettazione dell'opera fu affidata a Sanmicheli, che realizzò uno spazio dotato di una grande armonia delle parti e di una limpida distribuzione della luce, con un'architettura che ricorda le costruzioni antiche, in particolare il Pantheon di Roma, porta Borsari e l'arco dei Gavi di Verona. L'edificazione iniziò tra la seconda metà del 1528, dopo la morte di Niccolò, e il 15 ottobre 1529, data di uno dei testamenti di Margherita Pellegrini, in cui è confermato che i lavori erano già avviati.

### La controversia e il completamento dei Marastoni

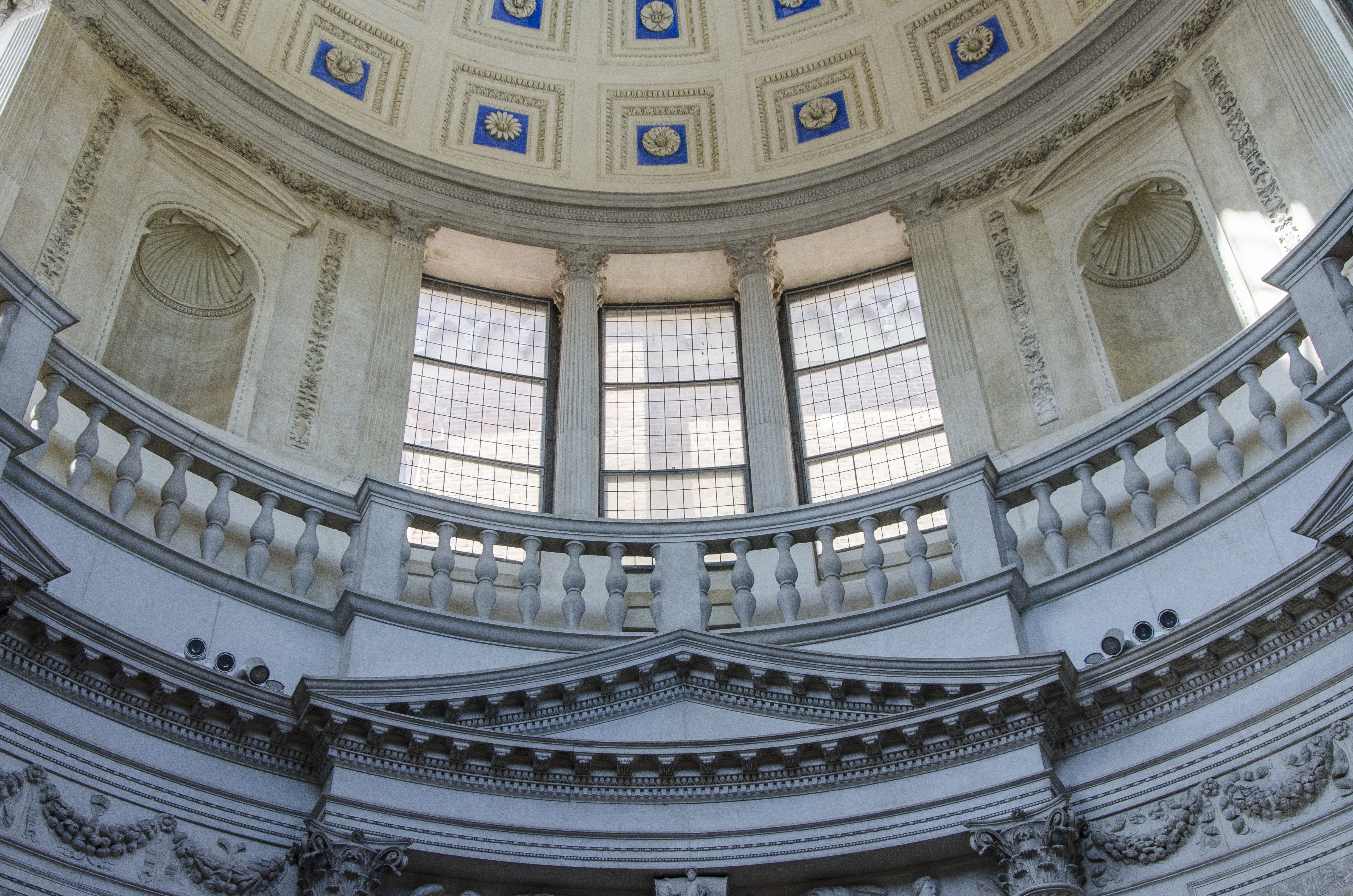
Il secondo ordine della cappella, realizzata su progetto del Sanmicheli ma da maestranze autonome, poi restaurata nel corso del Settecento per farla meglio aderire al progetto originario

Inizialmente Sanmicheli diresse personalmente i lavori ma nel 1534 dovette abbandonarli per recarsi a Venezia per ulteriori incarichi, per cui il cugino Paolo assunse la direzione del cantiere. In disaccordo su alcuni aspetti contrattuali, l'8 luglio 1538 Margherita ottenne dal podestà di Verona l'annullamento del contratto e un risarcimento dei danni. Da allora l'architetto e i suoi collaboratori non lavorarono più alla fabbrica.
Nell'apprendere l'avversità della contessa riguardo alla gestione del cantiere da parte di Paolo Sanmicheli, bisogna considerare la premura che la donna aveva nel vedere ultimata la cappella, considerate le sue precarie condizioni di salute: constatare che i lavori proseguivano molto lentamente le procurava ansie e preoccupazioni. Inoltre, tra i motivi che portarono all'esautorazione dei cugini Sanmicheli, vi fu probabilmente anche l'elevato costo dell'opera, caratterizzata (come le altre opere giovanili di Michele) da un ricco e articolato apparato decorativo, che sposa elementi e temi dei monumenti romani di Verona con le proporzioni e i moduli dell'architettura rinascimentale.
La bottega a cui fu assegnata la prosecuzione dei lavori risultò quella degli scalpellini Marastoni, che trovarono la cappella già realizzata fino all'altezza della balconata con balaustra. Nonostante i cambiamenti apportati in corso d'opera, che prevedevano l'utilizzo di materiali meno nobili e di un linguaggio decisamente più asciutto, i nuovi artigiani non riuscirono a velocizzare i lavori. I Marastoni, infatti, impiegarono diciannove anni per completare l'opera, che la committente non riuscì a vedere ultimata. L'ultimo testamento della Pellegrini è datato 24 settembre 1557 e riporta che il monumento risultava ancora in fase di completamento, per questo motivo ella chiedeva di continuare l'edificazione della cappella anche dopo la sua morte e di conservare in buono stato l'edificio. La nobildonna si spense poco dopo la redazione del documento mentre i lavori terminarono nel 1559.

### L'intervento di restauro del Giuliari

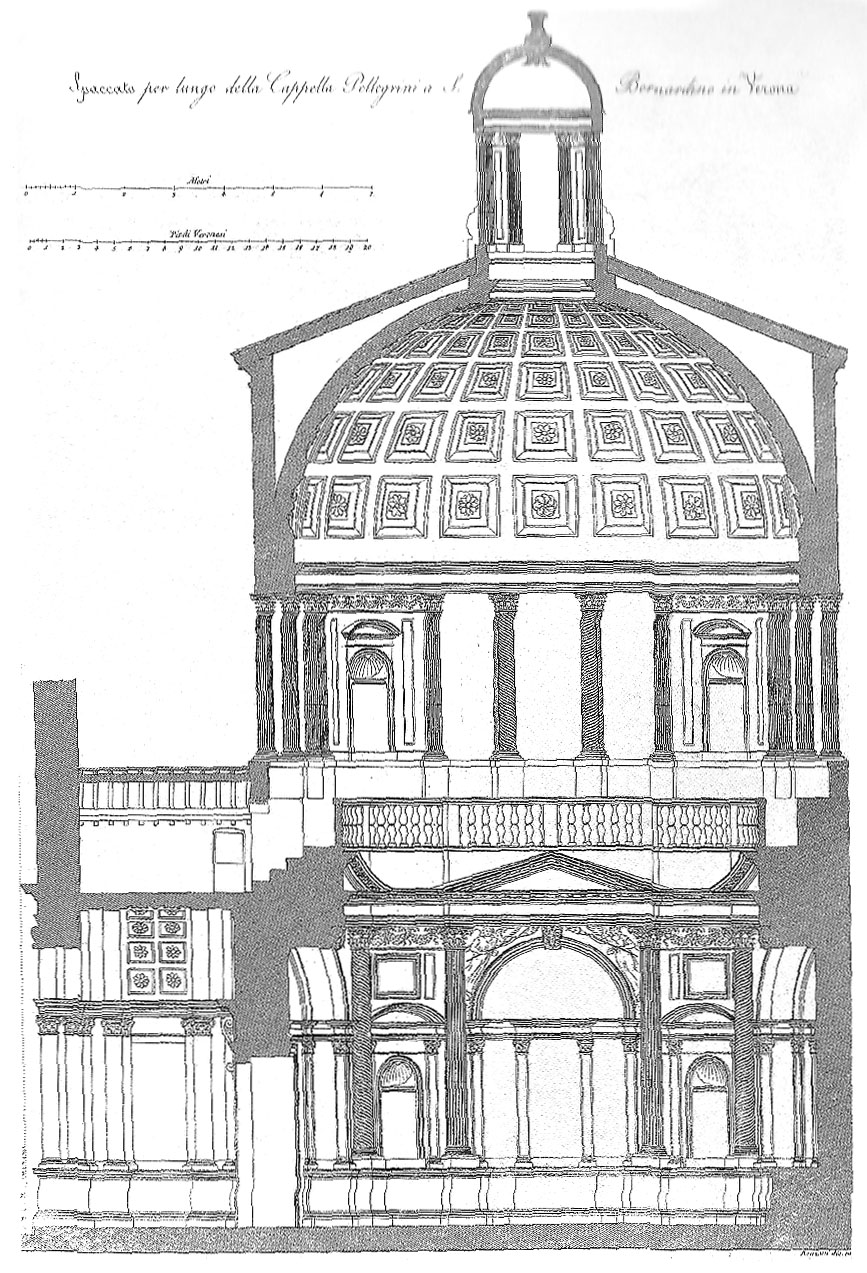
Sezione longitudinale del vestibolo e della cappella: il secondo ordine e la cupola con lanterna, realizzati dai Marastoni, furono modificati su progetto di Bartolomeo Giuliari, che cercò maggiore aderenza al progetto sanmicheliano

Dopo due secoli di incuria, nel 1793, l'abate Giuseppe Luigi Pellegrini si interessò all'opera e decise di restaurarla con il benestare del fratello Carlo Pellegrini, maresciallo dell'impero austriaco. I lavori furono diretti dall'architetto Bartolomeo Giuliari, che si era già occupato in precedenza di restauri di opere sanmicheliane e che preliminarmente eseguì un accurato rilievo dello stato di fatto del monumento. Ciò permise di notare come nella prosecuzione dei lavori i Marastoni non utilizzarono più il cosiddetto "bronzo", raffinata pietra bianca veronese così chiamata per il suono che emette durante la sua lavorazione, impiegata particolarmente per gli ornamenti, bensì sfruttarono materiale meno nobile. Inoltre, gli scalpellini ridussero la quantità e qualità di decorazioni, per cui le pareti risultavano nude, le colonne e le paraste prive di scanalature e i capitelli di intagli.
Il progetto del Giuliari andò così ad aggiungere, alla porzione di cappella realizzata dai Marastoni, un ricco apparato decorativo in pietra e stucchi, in modo da avvicinare l'aspetto del monumento al progetto originale del Sanmicheli. In particolare, sulla cupola venne ripristinata l'apertura della lanterna mediante la rimozione del rosone che decorava la sommità, mentre i cassettoni furono risistemati con migliori proporzioni, secondo quelle suggerite dal Piranesi, con dimensioni digradanti verso l'alto e definendo ogni lacunare con una serie di tre cornici e un fiore al centro. Nel secondo ordine, invece, si intagliarono alcune decorazioni sulla cornice e le foglie sui capitelli, si scanalarono le colonne e i pilastri e si introdussero i festoni in rilievo sotto l'architrave, analogamente a quanto era già stato fatto nel primo ordine.
I lavori, conclusisi nel 1795, andarono così a ristabilire una continuità decorativa e stilistica tra il primo e il secondo ordine, dove l'opera dei Marastoni aveva impoverito l'architettura sanmicheliana, anche se ciò volle dire progettare ed eseguire un intervento piuttosto invasivo.

### Interventi di conservazione

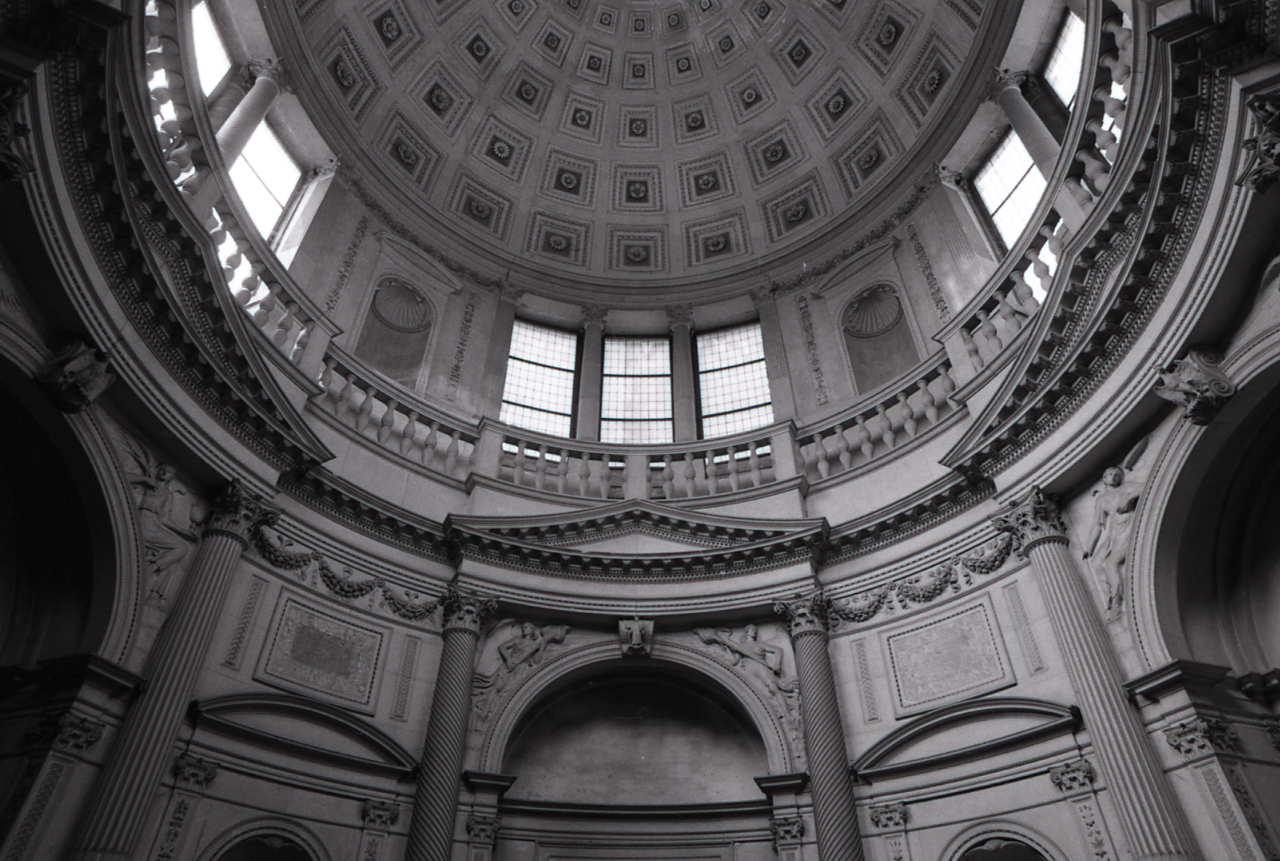
Fotografia scattata da Paolo Monti nel 1972, da cui si possono osservare alcuni fenomeni di degrado all'intradosso della cupola, causati da infiltrazioni d'acqua

Nel corso del Novecento il monumento fu oggetto di diversi interventi di restauro, aventi prevalentemente l'obiettivo di risolvere problemi di infiltrazioni e di umidità, finanziati in parte dall'ordine religioso e in parte con contributi dello Stato, delle banche e di varie fondazioni, ma sempre condotti sotto la sorveglianza della locale Soprintendenza.
Dopo anni di scarsa manutenzione che avevano provocato un certo livello di degrado all'interno della cappella gentilizia, su spinta dei proprietari, rappresentati dall'ingegner Ottorino Pellegrini, nel 1925 si intervenne con il restauro della cupola e della lanterna: furono rifatte le coperture, restaurati i serramenti e le decorazioni del cupolino e sostituite le vetrate della lanterna. Il cantiere fu seguito dalla Regia Soprintendenza ai Monumenti di Verona, guidata dall'ingegner Alessandro Da Lisca.
Copertura e vetrate, nel corso dei decenni successivi alla seconda guerra mondiale, furono oggetto in più occasioni di riparazione: nei primi anni sessanta, quando la Soprintendenza contribuì con una spesa di 1 200 000 lire; nel 1971, con il soprintendente Piero Gazzola che seguì i lavori di rifacimento della copertura, con sostituzione di terzere, tavolame e tegole in laterizio, per un importo di circa 600 000 lire; infine tra il 1987 e il 1993, quando con un contributo statale di 150 000 000 lire si proseguì con il restauro della copertura (consolidamento delle centine lignee, ripristino della cornice di gronda in laterizio e inserimento di canali di gronda) e della lanterna (rivestimento in piombo della calotta e ricomposizione e piombatura delle finestre).

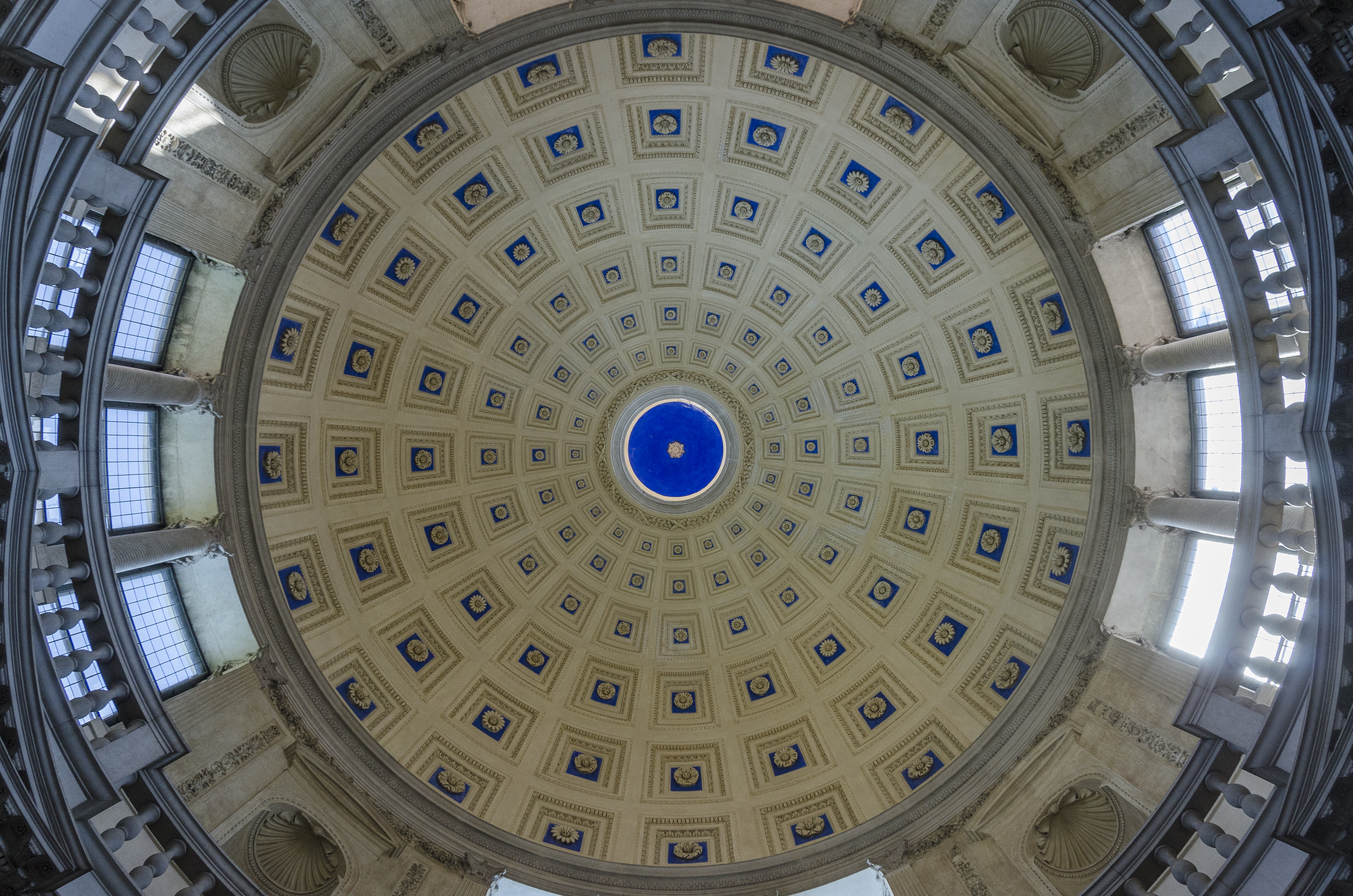
Vista zenitale della cupola e della lanterna al termine della serie di interventi di restauro di cui sono state oggetto nel corso del Novecento

Considerevoli interventi di conservazione si svolsero infine tra il 1987 e il 2000, vigilati dal funzionario della Soprintendenza Pietro Maria Cevese. Durante i lavori si operò per risolvere problemi relativi all'umidità di risalita nelle murature perimetrali della struttura, oltre che alle infiltrazioni d'acqua provenienti dalle vetrate del tamburo. Si colse l'occasione per eseguire opere di pulitura delle superfici lapidee della cappella e del vestibolo, oltre che di ripristino degli intonaci, degli stucchi e delle coloriture; in particolare furono recuperate le cromie originarie della cupola, con la riproposizione del fondo blu nei lacunari.

## Descrizione
La presenza dei disegni preliminari di Michele Sanmicheli presso la Galleria degli Uffizi ha consentito di conoscere le fasi evolutive dell'opera: l'architetto veronese, infatti, in un primo momento aveva previsto la realizzazione di una cappella con una pianta a croce greca di dimensioni maggiori rispetto a quella effettivamente realizzata; esternamente, poi, la superficie doveva essere più articolata e decorata grazie alla presenza di alte paraste, di ordine corinzio poste su piedistalli, e della cupola, visibile anche da fuori. Un progetto monumentale quindi, che prendeva ispirazione dal Pantheon di Roma e dalla cappella Chigi di Raffaello nella basilica di Santa Maria del Popolo. Il progetto definitivo fu oggetto di numerose modifiche, tuttavia l'opera mantenne un aspetto solenne, specialmente all'interno.

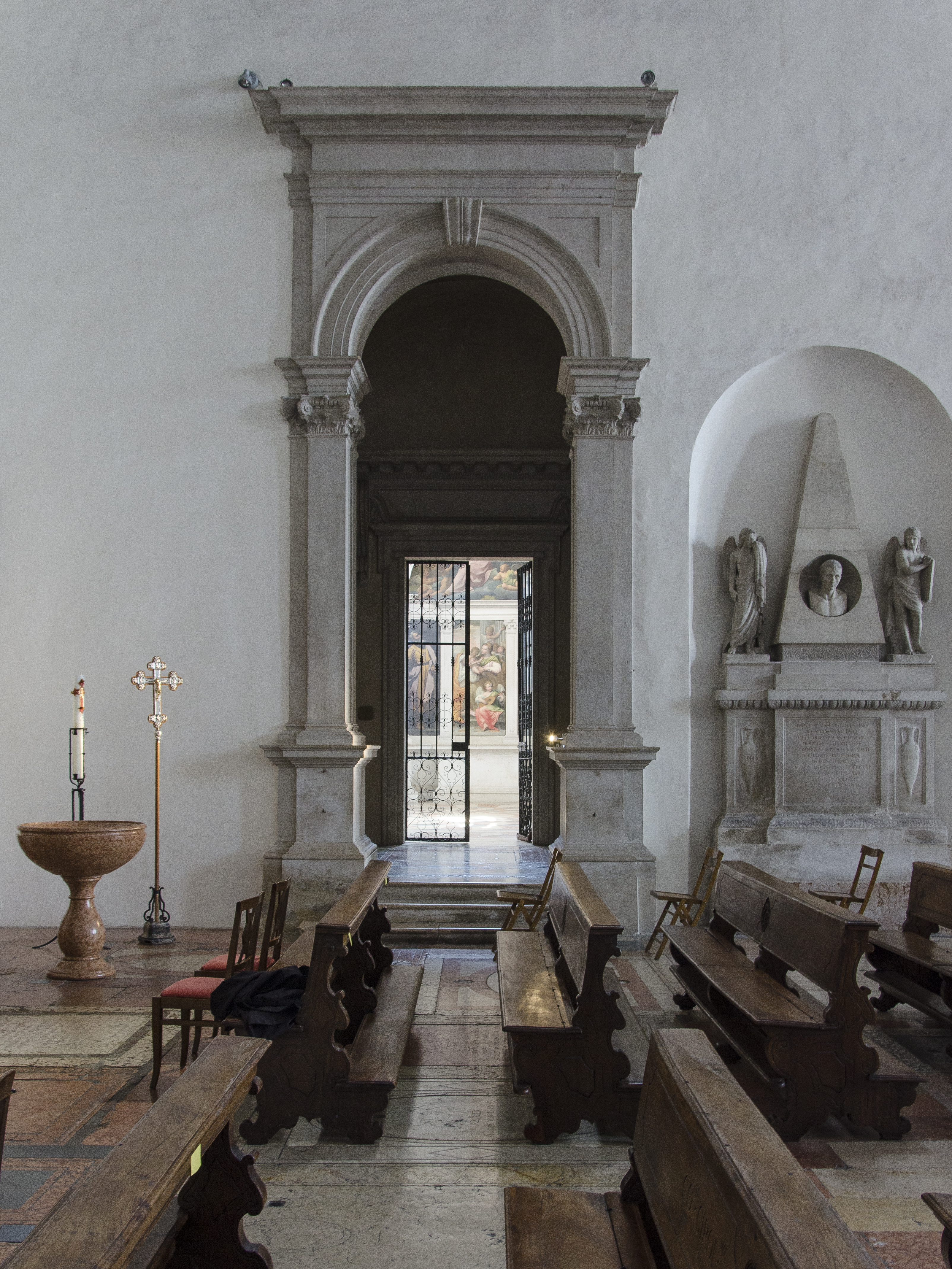
Il monumentale portale d'ingresso al vestibolo e quindi, alla cappella

La cappella è accessibile esclusivamente dall'aula della chiesa attraverso un monumentale portale d'ingresso, dal quale si viene immessi prima in un vestibolo quadrato, coperto da una volta a botte cassettonata, e poi nell'edificio vero e proprio, mediante un secondo portale. Il monumentale vestibolo è una soluzione piuttosto originale e dovuta alla necessità di impedire che la struttura interferisse con le cappelle Avanzi e Medici già presenti in San Bernardino. L'architettura è a pianta circolare di 12 metri di diametro e la sua altezza è di 20,5 metri, suddivisa in due ordini da una balconata con balaustra e coperta da una cupola a cassettoni coronata da una lanterna; il diametro del primo ordine è inferiore rispetto a quello superiore, una caratteristica che distingue questa cappella da altre, dove inoltre, spesso, la cupola si imposta direttamente sul primo ordine.
Se l'esterno è privo di decorazioni e la cupola è mascherata da un tiburio, stile che ben si adatta alla sobrietà dello spirito francescano, l'interno si contraddistingue invece da un'articolazione dello spazio compatto e rigoroso e per la presenza di un elegante apparato decorativo, che cita in maniera evidente evidente quello di porta Borsari, come l'alternanza di scanalature verticali e tortili, il ritmo di aggetti e rientranze e i tabernacoli giganti.

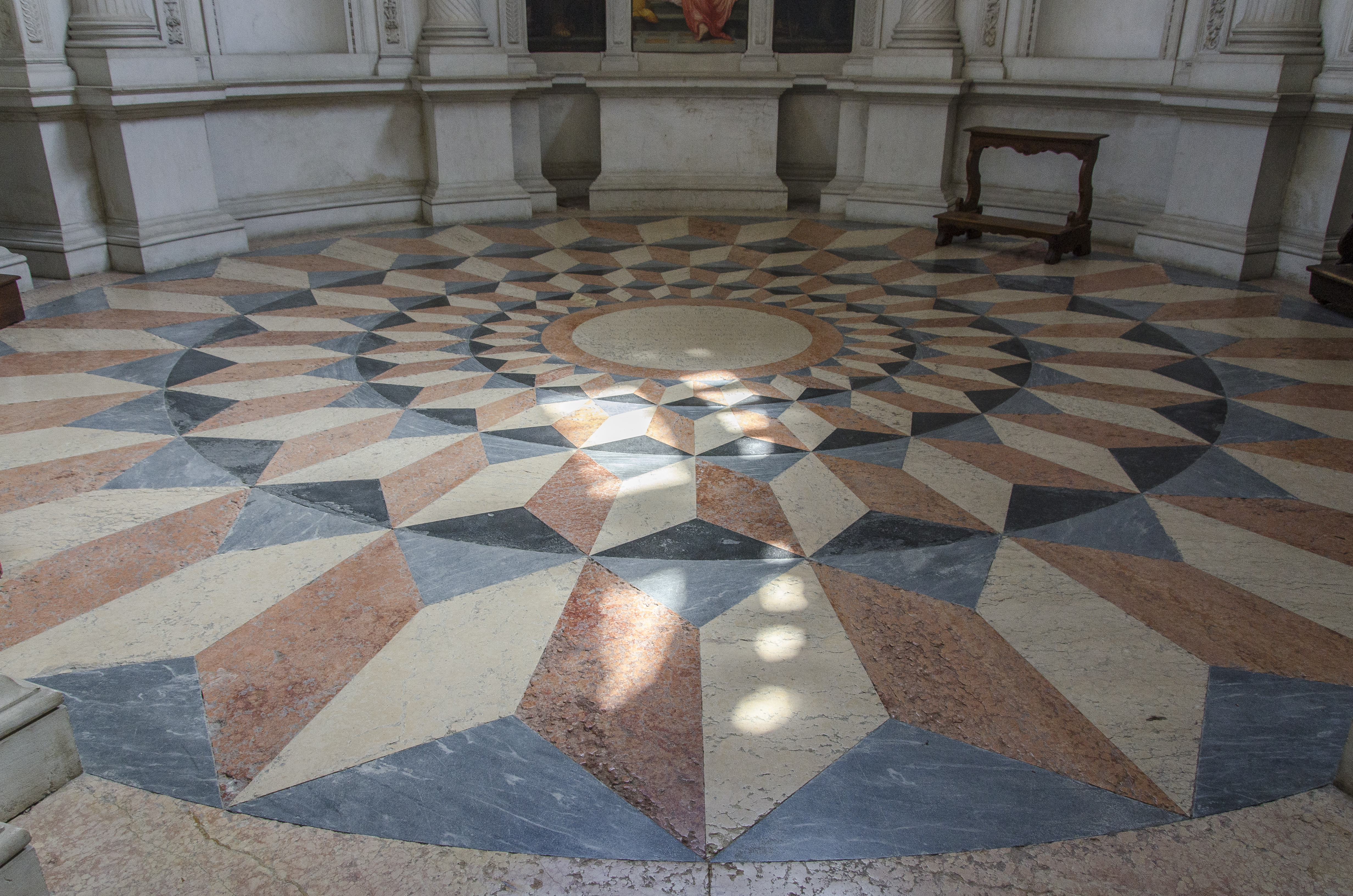
La pavimentazione del monumento

Il primo livello, di ordine corinzio, presenta quattro grandi edicole sormontate da archi a tutto sesto, tre delle quali occupate da altari mentre una ospita l'ampia porta d'ingresso; ogni edicola è poi inserita in una cornice formata da un tabernacolo gigante composto da semicolonne scanalate sopra le quali si imposta la trabeazione con frontone triangolare. Le chiavi di volta degli archi recano i simboli araldici della famiglia Pellegrini, un pellegrino, e della famiglia Raimondi, un'aquila coronata, mentre ai due lati sono scolpite delle figure femminili, rappresentazioni angeliche e allegoriche della vittoria e delle virtù cristiane. Interposte ai tabernacoli vi sono nicchie vuote che avrebbero dovuto ospitare delle statue, ornate ai lati con candelabre scolpite nelle lesene, da conchiglie nei catini e ghirlande alla base della trabeazione sommitale.
Il primo ordine è sormontato da una balconata con balaustra, all'altezza della quale inizia il secondo livello di diametro più ampio, anch'esso di ordine corinzio, che funge da tamburo su cui si imposta la cupola; esso si contraddistingue per la presenza di quattro edicole e da quattro grandi finestre tripartite da colonne binate che si trovano in corrispondenza dei tabernacoli del livello inferiore. Una peculiarità, rispetto al primo ordine, è che solamente le colonne e la trabeazione sono in pietra, mentre il resto è in stucco di calce e polvere di marmo, anche se la superficie ottenuta è stata bocciardata e raschiata come se fosse stata pietra.

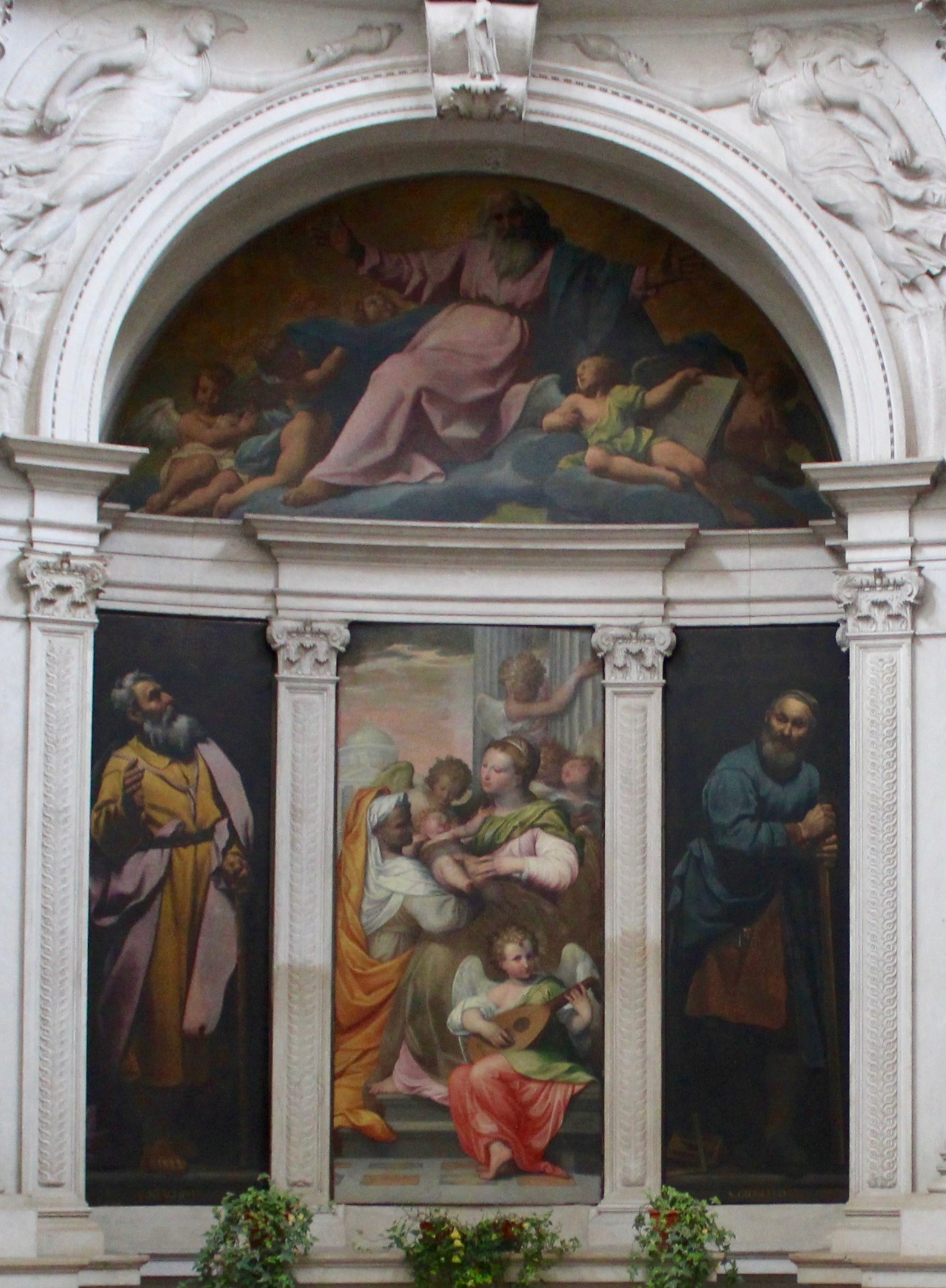
La pala d'altare composta da dipinti di Bernardino India (al centro) e Pasquale Ottino

La cupola a cassettoni con rosoni su sfondo blu, sormontata da una lanterna, copre la cappella; l'effetto dato dal colore rende grandioso lo spazio interno mentre la plasticità delle decorazioni è valorizzata dalla luce che penetra dalla lanterna e dalle vetrate del tamburo, conferendo nel complesso al monumento una suggestiva eleganza. La cupola con tamburo, presente qui per la prima volta, diventò una cifra stilistica sanmicheliana, come si può riscontrare nelle cupole della chiesa di Madonna di Campagna, di San Giorgio in Braida e nel tempio del Lazzaretto.
La cappella abbonda di decorazioni plastiche la cui eleganza di esecuzione trova pochi altri esempi nell'architettura del XVI secolo e, nonostante il risultato finale dell'opera si riveli diverso dall'iniziale progetto elaborato dal Sanmicheli, essa richiama in molti aspetti lo stile dell'architetto veronese. La pianta stessa risulta molto simile a quella della cappella Petrucci, realizzata tra il 1516 e il 1523 presso la chiesa di San Domenico a Orvieto.
Sull'altare maggiore della cappella, di fronte all'ingresso, è presente un dipinto di Bernardino India del 1579 raffigurante la Madonna con Bambino e Sant'Anna; nella mezzaluna una tela di Pasquale Ottino ritrae il Padre Eterno, mentre ai lati della pala dell'India si trovano due altri dipinti dell'Ottino raffiguranti San Giuseppe e San Gioacchino. Le tele dell'Ottino furono realizzate probabilmente tra il 1619 e il 1623. L'edificio doveva ospitare altre opere pittoriche, come testimoniato da dei riquadri vuoti nelle pareti, che tuttavia non furono mai realizzate.